# 小田原市立城山中学校
小田原市立城山中学校（おだわらしりつしろやまちゅうがっこう）は神奈川県小田原市城山三丁目4番1号にある公立中学校。校訓は「覇気と感動」、「自治の精神」。

## 部活動
2024年度（令和6年度）現在、城山中学校では運動部8種、文化部4種、計12種の部活動を行なっている。

### 運動部
- 野球部
- 陸上競技部
- サッカー部
- バドミントン部
- 男子バスケットボール部
- 女子バスケットボール部
- 男子ソフトテニス部
- 女子ソフトテニス部

### 文化部
- 科学部
- 吹奏楽部

- 交流部
- 美術部

特に、男子バスケットボール部と女子バドミントン部が毎年県大会に出場するなど、力を入れている。

## 通学区域
小田原市立三の丸小学校、小田原市立片浦小学校の学区、小田原市立新玉小学校、小田原市立芦子小学校の一部が主な通学区域。